# Hova distrikt
Hova distrikt är ett distrikt i Gullspångs kommun och Västra Götalands län. 
Distriktet ligger sydost om Gullspång. 

## Tidigare administrativ tillhörighet
Distriktet inrättades 2016 och utgörs av socknen Hova i Gullspångs kommun.
Området motsvarar den omfattning Hova församling hade vid årsskiftet 1999/2000.